# Х-22
Х-22 «Буря» (кирилична «Х» у назві; класифікація НАТО — AS-4 Kitchen) — сімейство радянських надзвукових протикорабельних ракет повітряного базування великої дальності. Розробка базової версії почалася в 1958 році, а на озброєння ракети різних модифікацій приймалися у 1971—1976 роках. Запуск ракети здійснюється з надзвукових стратегічних бомбардувальників Ту-22 або Ту-22М (ракета з літаком утворюють авіаційний ракетний комплекс К-22), але розроблялися і інші носії: Ту-16, Ту-95. Ракета призначена для ураження авіаносців і авіаносних ударних груп за допомогою ядерної (спеціальної) або фугасно-кумулятивної (конвенційної) бойової частини.
Класифікація типу ракети є складною, оскільки вона має риси як крилатих ракет: умовно паралельний до землі політ та покладання на підіймальну силу, так і балістичних ракет: пікірування під великим кутом до поверхні з набором значної швидкості та ракетний двигун. Переважно вона називається крилатою ракетою, але фактично вона може вважатись аеробалістичною.
Бойове хрещення під час Ірано-іракської війни було провальним — протирадарні версії ракети були неефективними, і зрештою Повітряні сили Іраку застосовували ракети цього типу в ході «війни міст» для завдання ударів по іранських населених пунктах, промислових підприємствах, нафтопереробних заводах, тощо.[⇨]
Під час російсько-української війни в 2022 році стала знаряддям численних воєнних злочинів, скоєних російськими силами вторгнення, зокрема: ракетний удар по торговельному центру Riviera, по торговельному центру в Кременчуці, по житловому будинку в Сергіївці та у м. Дніпро та інші.

## Загальні дані
Створення авіаційного ракетного комплексу К-22 на базі надзвукового бомбардувальника Ту-22 з надзвуковою крилатою ракетою великої дальності Х-22 «Буря» розпочалось ще в 1958 році. Заводський індекс — виріб Д-2.[джерело?]
У 1962 році виготовлені перші дослідні зразки заводом № 256 ГКАТ в Дубні (з 1966 року — Дубненський машинобудівний завод).
Перший пуск ракети Х-22 в штатному режимі відбувся 2 листопада 1963 року. На озброєння комплекс К-22 (з ракетою Х-22) офіційно був прийнятий 9 лютого 1971 року. А «пасивна» Х-22П комплексу озброєння К-22 лише 1973 року.
У 1966 році розпочалась розробка комплексу озброєння К-22М з ракетами Х-22М/МА/МП (виріб Д-2М) на носій Ту-22М. На озброєння комплекс К-22М прийнятий у 1973 році. З нового, зовнішній вид ракет без змін порівняно з комплексом К-22, але новий двигун збільшив швидкість до 4265 км/год.
Згодом розроблено комплекс озброєння К-22Н з ракетами Х-22Н/НА/НП для носіїв Ту-22М3 та Ту-95К-22. З нового, нова елементна напівпровідникова база.
Приблизна вартість ракети Х-22 близько $300–500 тис. (станом на травень 2022 року).

## Модифікації
Була створена низка модифікацій ракети Х-22:
- Х-22 — базовий варіант з активною радіолокаційною голівкою самонаведення, дальність 330 км або 300 як зазначено в таблиці.
- Х-22ПСИ — ракета виходила на ціль на дальності 500 км з точністю 1 км, вражала її ядерною бойовою частиною. На озброєння прийнята в 1971 р.[5]
- Х-22M/MA — оновлені варіанти зі швидкістю 3,3 Маха і запасом ходу 600 км (370 миль), або 350/400 км як зазначено в таблиці. Важить 5780 кг (12740 фунтів), містить 960 кг (зі іншими даними — маса вибухової речовини 600 кг, всієї бойової частини — 930 кг) гексогену. Швидкість збільшено до 4000 км/год.[6][7]
- Х-22МП — протирадіолокаційна ракета з пасивною головкою самонаведення, призначена для ураження бортових РЛС, вузлів зв'язку тощо.
- Х-22П — «пасивна», з'явилися 1973 р.
- Х-22Н — здатна вмикати головку самонаведення в останній момент.
- Х-22НА — інерціальна, може йти до цілі на малій висоті та виконати «гірку»[8].
- Х-22Б — дослідна аеробалістична ракета, швидкість до 6 М, максимальна висота польоту до 70 км. Розроблена 1970-х роках та проходила випробування, через технічні проблеми в серію запущена не була[5].
- Х-32 — глибока модернізація ракети Х-22.

### Х-22ПГ/Х-22П/ПСИ
Роботи над «базовою» Х-22 розпочались в квітні 1958 року. Авіаційний ракетний комплекс К-22 з системою управління К-22У з авіаційними крилатими ракетами Х-22 «Буря» створювали для ракетоносія проєкту «105» (майбутній Ту-22К). Ракета отримала індекс Д-2 (як виріб дослідно-конструкторського бюро в Дубні).
Поставленим завданням система К-22 повинна була забезпечувати дальність дії 500—600 км по площадних цілях, та по рухомих (типу «крейсер») — 400—500 км. Ракети повинні були мати різні системи наведення для виконання різних завдань. Маса бойової частини була встановлена на рівні 950—1000 кг.
Розробки ракети з активною радіолокаційною головкою самонаведення для ураження широкого кола радіоконтрастних цілей просувалась найкраще. Її дальність дії 350—400 км була обмежена радіогоризонтом при висоті польоту носія 10—14 км.
В систему управління ракети входила РЛС літака ПН (від рос. прибор наведения), яка виконувала пошук цілі та цілевказання для головки самонаведення ракети ПГ (тут літера Г означала «головка»).
Після захоплення цілі на підвішуванні, апаратура ракетної головки самонаведення автоматично супроводжувала ціль та після пуску керувала наведенням ракети.
Х-22ПГ могла комплектуватись змінною бойовою частиною фугасно-кумулятивного типу масою 950 кг, з контактним електромеханічним підривачем ЭМВ-515М або ядерною бойовою частиною з наземним або повітряним підривом.
Перший пуск Х-22ПГ в штатному режимі був здійснений 2 листопада 1963 року, але через відмову апаратури ракета не досягла цілі, що перебувала на відстані 240 км. Носій Ту-22К з ракетою Х-22ПГ офіційно прийнятий на озброєння в лютому 1971 року.
Ракета Х-22ПСИ була призначена для ураження цілей з відомими координатами, головка самонаведення мала доплерівський зчитувач шляху (літери в назві означали: С — рос. счислитель, И — рос. интегратор). Дальність ураження цілей сягала 450 км і майже в півтора рази перевищувала варіант ПГ. Однак, через недосконалість такої системи наведення точність ракети була надзвичайно низька, а тому їх пропонувалось озброювати лише ядерними бойовими частинами.
Також була створена модифікація з пасивною головкою самонаведення Х-22П для ураження наземних та корабельних РЛС, що працювали в діапазонах 10 та 20 см. Цю модифікацію пропонувалось озброювати уламково-фугасною бойовою частиною або ядерною потужністю 15 кт. Випробування були успішно завершені в 1973 році.

### Х-22М/П/МА
У 1967 році почалось проєктування нового сімейства ракет Д-2М для літака проєкту «145» (згодом отримав назву Ту-22М).
Нове сімейство отримало новий рідинний багаторежимний ракетний двигун С5.44 з турбонасосною подачею палива, ампульну систему заправлення компонентами пального, а система управління забезпечувала можливість польоту на висоті 12 або 22,5 км («нижня» та «верхня» траєкторії відповідно). Головною зовнішньою відмінністю стала наявність складаного нижнього кіля.
Для модифікацій Х-22М та Х-22П була забезпечена можливість захоплювати цілі з-під крила носія. Активний радіолокаційний координатор цілі ПГ УР Х-22Н (такий самий, як і на старій Х-22) міг служити для виявлення радіоконтрастних цілей замість бортової РЛС носія.
Система наведення «автономної» Х-22МА отримала систему корекції за рельєфом, завдяки чому середньоквадратичне імовірне відхилення було зменшене до значень, співмірних з габаритами великого корабля. Крім того, з'явилась можливість ураження цілей, що перебувають з істотним відхиленням від курсу літака.
Ракети Х-22М та Х-22МА були прийняті на озброєння у 1974 році.
Роботи над «пасивною» модифікацією Х-22П затягнулись через проблеми з наведенням та цілевказанням. Прийнята на озброєння вона була лише через кілька років, але масовою так і не стала.
Окрім Ту-22М, ракети сімейства Д-2М також поступали на озброєння доопрацьованих літаків Ту-22КД.
Маса бойової частини ракети Х-22М — 930 кг, із них 600 кг припадає на вибухову речовину. Бойова частина фугасно-кумулятивна, при чому вісь кумулятивного заряду скерована вниз, вбік до перешкоди. При влученні ракети в борт типового човна внаслідок вибуху утворюється пробоїна площею до 20 м², а кумулятивний струмінь руйнує перегородки на відстані до 12 м.

### Х-22Н/НП/НА

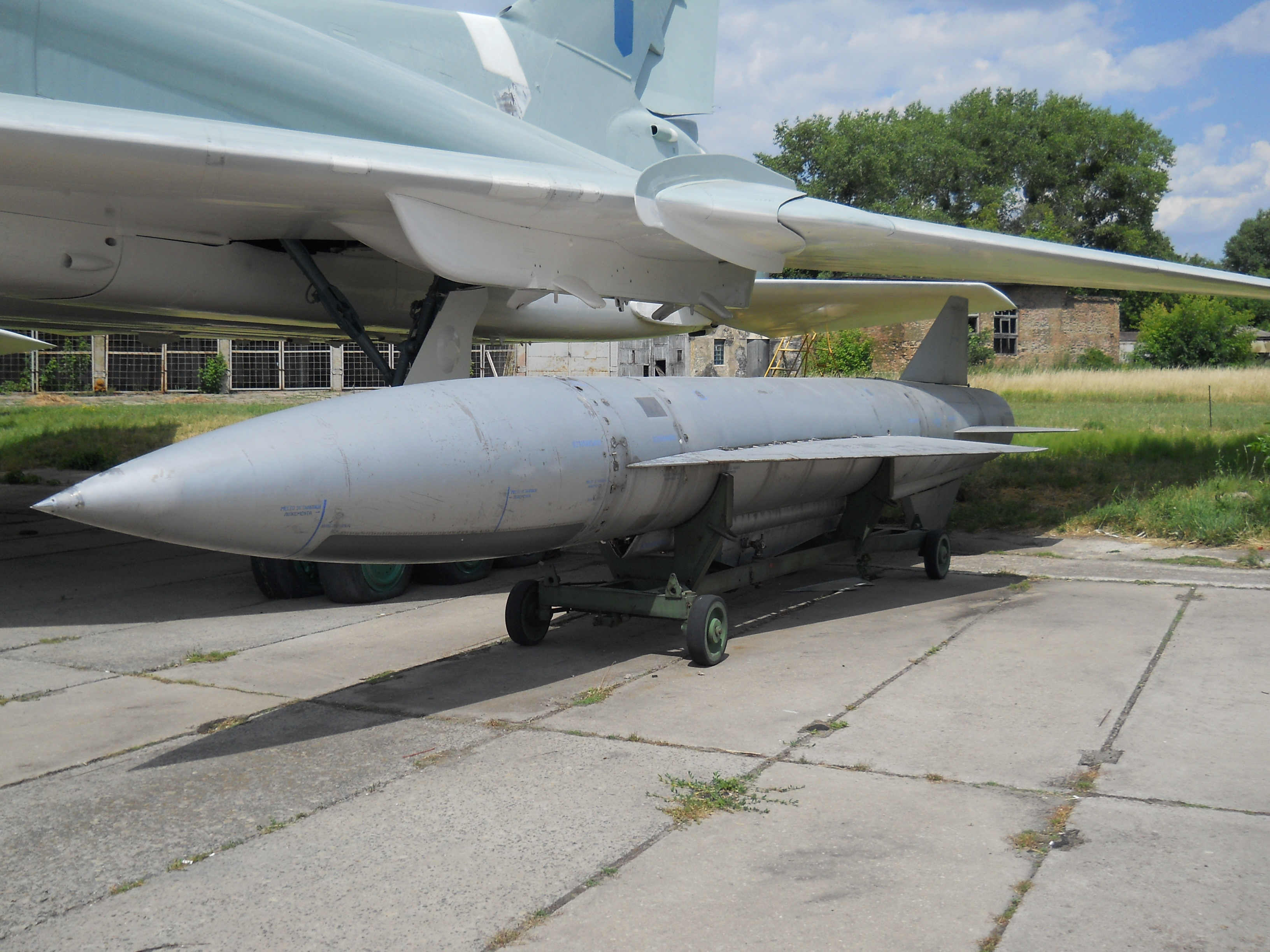
Х-22НА в Державному музеї авіації України, що міститься в Києві

Для літаків Ту-22М3 були створені варіанти Х-22Н з активною радіолокаційною головкою самонаведення (АРГСН), Х-22НП з пасивною головкою для ураження РЛС, Х-22НА — з інерційною системою наведення. Обчислювальний пристрій цих ракет перевели на напівпровідникові елементи. Нова інерційна система наведення мала вищу точність та дала можливість вмикати активну головку самонаведення лише на кінцевій ділянці. Проте, основним залишився варіант з постійною роботою АРГСН.
Окрім варіантів польоту за верхньою чи нижньою траєкторіями був доданий старт з малої висоти. При цьому ракета стабілізовувалась на висоті близько 1000 м а при наближенні до цілі виконувала маневр типу «гірка». Такий пуск забезпечував прихованіший політ, але зменшував дальності ураження.
Ці модифікації ракети отримали новий рідинний ракетний двигун, який підвищував льотно-технічні характеристики.
Проте, стійкість Х-22Н до радіозавад залишилась недостатньою, оскільки все обладнання працювало на єдиних частотах та була відсутня апаратура виокремлення цілі на тлі радіозавад. Роздільна здатність активної головки самонаведення виявилась достатньою лише для виявлення цілі типу великий корабель, міст тощо.
Через численні проблеми з пасивною головкою самонаведення, ракети Х-22НП на озброєння в запланований термін не поступили, й літаки Ту-22М3 у стройових частинах мали лише прийняті на озброєння в 1976 році ракети з активною головкою або з інерційною системою наведення.
Літаки Ту-22М3 зберегли можливість застосування попередньої модифікації ракет — Х-22М та Х-22МА.

### Х-22Б
Х-22Б — створена в 1970-ті роки аеробалістична ракета. Завдяки руху за балістичною траєкторією в піке досягала гіперзвукової швидкості — близько 6 чисел Маха.
Попри те, що технічні проблеми завадили серійному виробництву, на основі цієї ракети були створені численні дослідницькі літальні апарати для дослідження аеродинаміки на гіперзвукових швидкостях, випробування нових двигунів (у тому числі — прямоточних та зовнішнього стиснення). Частина цих досліджень відбувалась разом з американськими дослідниками.

## Носії
Під час розробки випробування відбувались з переробленого Ту-16К-22. Перші випробування відбувались з борта цих літаків іще в 1962 році.
Спершу ракети Х-22 надходили на озброєння літаків Ту-22К. Ракета в напівутопленому положенні містилася під фюзеляжем носія.
Льотні випробування Х-22 почали 1 липня 1961 на бомбардувальниках Ту-22К, але завершились тільки в 1967 році.
В 1975 році був створений носій Ту-95К-22, який міг нести під фюзеляжем одну напівутоплену ракету і дві — на вузлах під крилами. Перший зразок був створений іще в 1974 році, а пуски почались в 1981, а сам комплекс Ту-95К-22 був прийнятий на озброєння в 1987 році.
У другій половині 1970-х років ракетами Х-22 стали озброювати найновіші на той час надзвукові літаки Ту-22М2 та Ту-22М3, які могли нести до трьох ракет — одну напівутоплену під фюзеляжем і дві під крилами.
Три ракети на всі типи носіїв підвішували тільки для транспортування, нормальним навантаженням були 1—2 ракети.
Для перевезення ракети Х-22 потрібен або один літак Ан-12, або одна залізнична платформа.

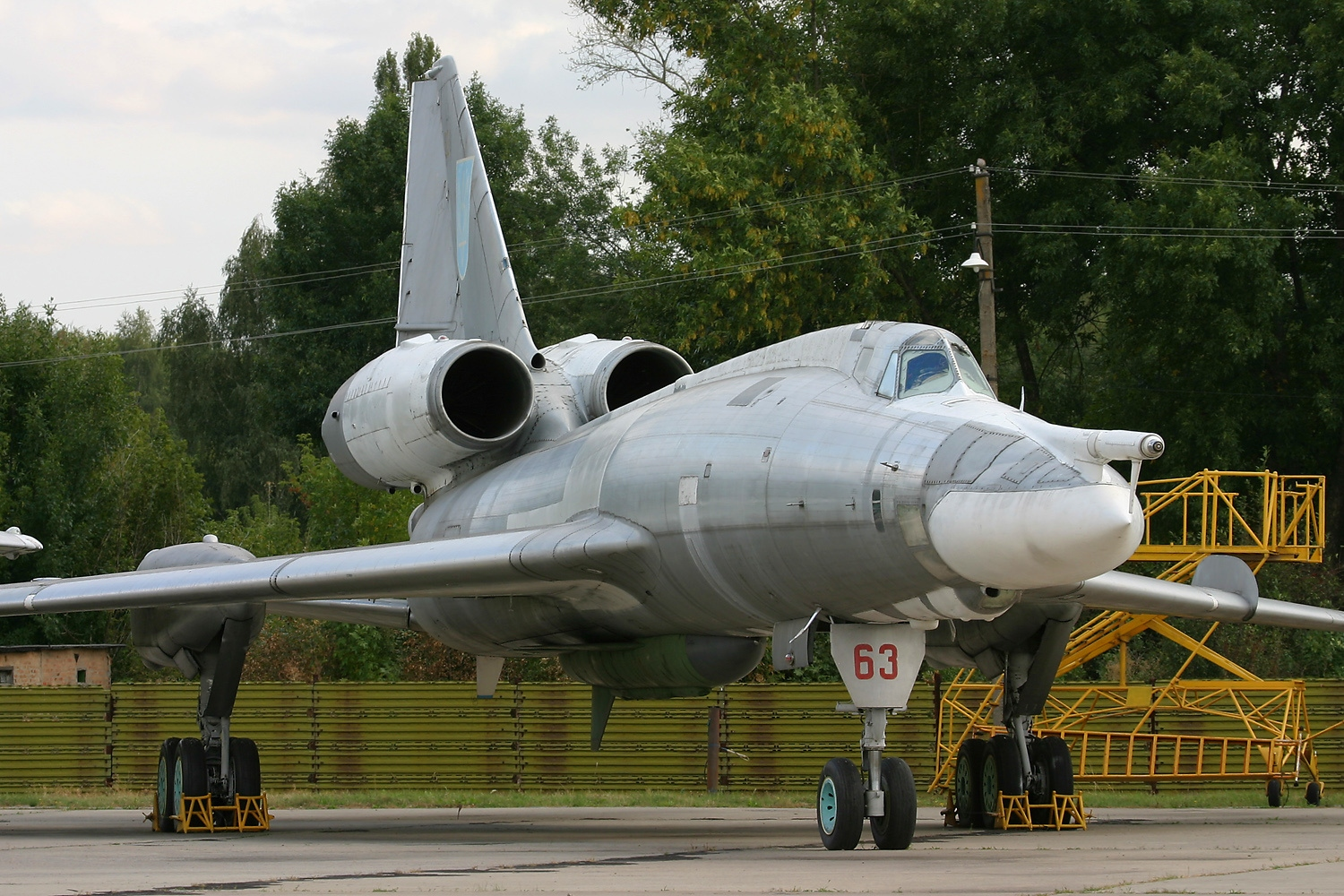
Ту-22КД з підвішеною ракетою Х-22, Музей важкої бомбардувальної авіації (Полтава)
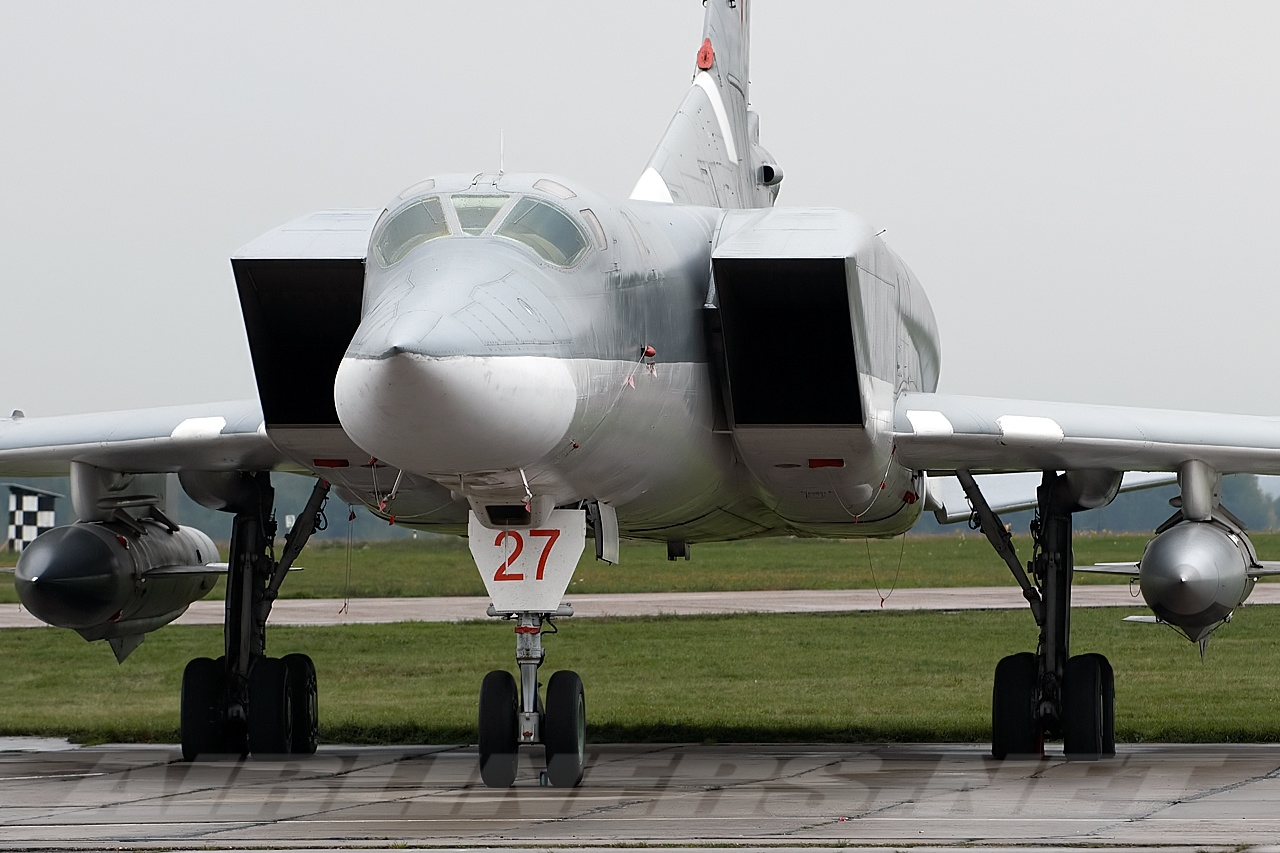
Ту-22М3 з ракетами Х-22, Сольці-2 (Рязань, РФ), 2010 рік
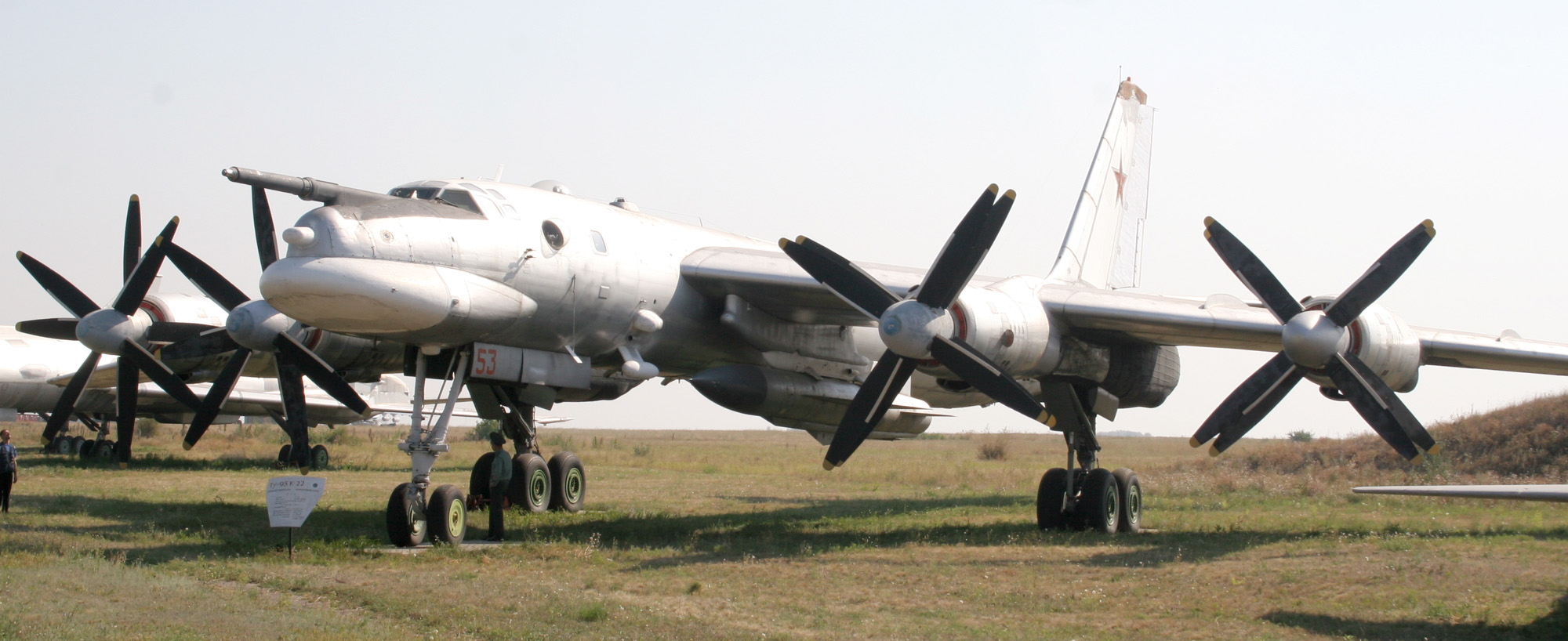
Ту-95К-22 в музеї дальньої авіації, (Енгельс, РФ)

## Бойове застосування

### Ірано-іракська війна
Попри задекларований нейтралітет під час Ірано-іракської війни Радянський Союз надавав значну матеріально-технічну допомогу Іраку. Так, в травні 1981 року зі складу Авіації далекої дії (рос. Дальняя авиация СССР) Іраку було передано два стратегічних бомбардувальника-ракетоносія Ту-22К/КП разом з 200 ракетами Х-22 (до 1985 року було передано 300 Х-22 різних модифікацій), відряджено десятеро фахівців та майже 100 інженерів наземної служби, потрібних для обслуги ракет разом з літаками. Передбачалось, що Ту-22К будуть виконувати задачі з придушення протиповітряної оборони противника (а саме — зенітних ракетних комплексів MIM-23A/B Hawk), основна частина переданих ракет були протирадарними Х-22П та Х-22НП. Крім того, завдяки високій швидкості носія та значній ефективній дальності ракет Х-22 повітряні сили Іраку мали отримали можливість уражати об'єкти в глибині території Ірану. Радянські фахівці провели ретельні навчання іракських пілотів, тривалий час під час бойових вильотів на борту знаходився радянський офіцер. Таким чином, Радянський Союз отримав можливість випробувати свою військову техніку в бойових умовах.
Результати виявились провальними. Головка самонаведення протирадарних ракет мала на стільки низьку чутливість, що пуски доводилось виконувати з вкрай малої відстані у 15-30 км. Точність наведення також була низькою. Були частими випадки втрати цілі головкою самонаведення. Надійність бортової електроніки — РЛС, радіопеленгаторів, як самої ракети, так і літака була також вкрай незадовільною та чутливою. Високотоксичні і агресивні компоненти пального викликали нарікання з боку наземних служб. Іракські пілоти повідомляли, що начебто Іранські військові навчились ставити радіозавади РЛС головкам самонаведення ракет, але радянська і східнонімецька сторони намагалась списати невдачі на недостатню підготовку іракських пілотів, та безпосередня участь їхніх фахівців у бойових вильотах дала так само незадовільні результати. Всього із застосуванням ракет Х-22 вдалось вивести з ладу два комплекси MIM-23, але на це було витрачені значні зусилля й ракети. Один з цих комплексів вдалось уразити після понад десяти днів безперервних атак.
Невдача у боротьбі з РЛС та зенітними ракетними комплексами спонукала іракське командування інтенсивніше використовувати Х-22 у так званій «війні міст»: наносити удари по населених пунктах, нафтопереробних заводах, цехах промислових підприємств, тощо. За словами свідків, під час одного з таких ударів по місту Рашт, що знаходиться на узбережжі Каспійського моря, потужний вибух стався абсолютно несподівано, без будь-якого попередження чи ознаки наближення небезпеки. 10 березня 1985 року Ту-22К, що вийшов на пускову позицію на високій швидкості та висоті без звичного ескорту з винищувачів, здійснив пуск Х-22 по місту Ісфахан та зміг повернутись до того, як на його перехоплення прибули іранські винищувачі. Внаслідок удару загинуло 2 й отримали поранення 4 цивільних.
Застосування Х-22 було припинено лише після того, як внаслідок невдалої атаки на іранський зенітний ракетний комплекс MIM-23B Hawk неподалік міста Фав 16 лютого 1986 року було збито один Ту-22К й в Іраку залишився лише один носій для ракет Х-22. Імовірно, на той час в Іраку могло і не залишитись ракет.

### Російсько-українська війна
Ракетний комплекс К-22 з ракетами Х-22 за прямим призначенням — знищення надводних цілей — російські загарбники не використовували. Однак все ж таки його наявність (разом з іншими засобами ураження кораблів) створила загрозу судноплавству в українській акваторії Чорного моря та послужила засобом блокування українських портів.
У липні 2022 року фахівці Міжнародного інституту стратегічних досліджень (IISS) припустили, що масове застосування ракет Х-22 та Х-32 для ударів по наземних цілях може свідчити, що наявні запаси крилатих ракет типу Х-101 та Х-555, які мають вищу точність ударів та створені саме для застосування по наземних цілях, досягли певної критичної межі, і Росія воліє зберегти їх на випадок крайньої потреби.
За словами керівниці об'єднаного пресцентру Оперативного командування «Південь» Наталії Гуменюк станом на липень 2023 року Росія модернізувала понад сотню ракет Х-22 до рівня Х-32. Зокрема, їх використали для обстрілів Одеси в 20-х числах липня 2023 року.
Перші повідомлення про застосування ракет Х-22 стали з'являтись через кілька місяців після початку повномасштабного вторгнення. Так, за даними видання Defense Express, у ніч проти 9 травня 2022 року російські агресори застосували до шести ракет Х-22 по об'єктах у містах Донецької області, що лежать у прифронтовій зоні. Інших подробиць відомо на той час не було.

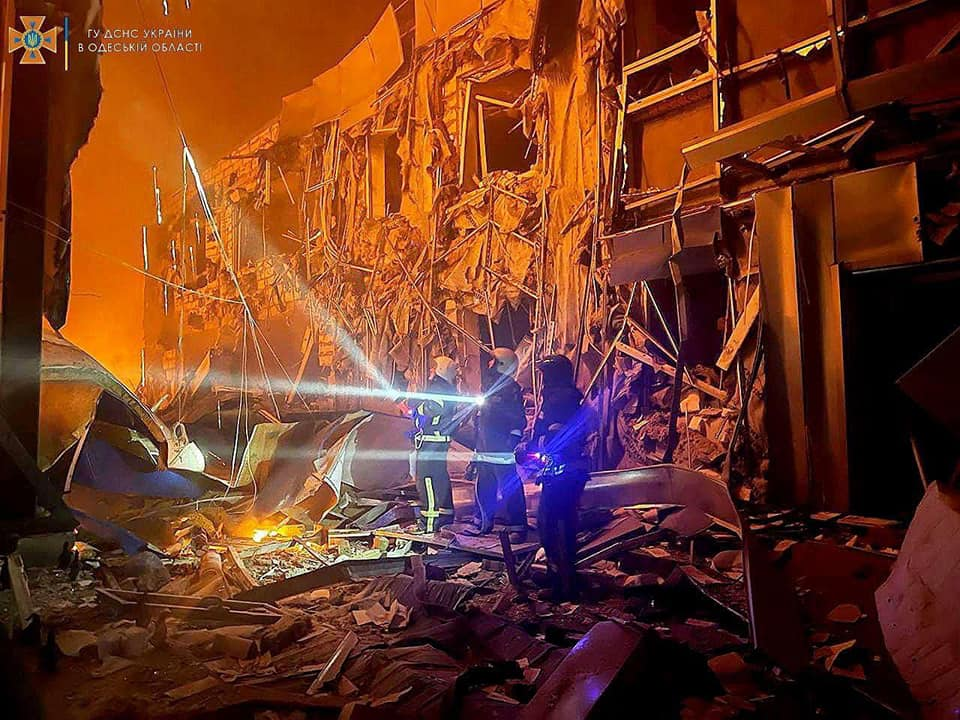
ТРЦ «Riviera» (Фонтанка) після удару російською крилатою ракетою Х-22, 9 травня 2022 року

Увечері 9 травня 2022 року російські війська обстріляли сімома ракетами Х-22 торговий центр Riviera в селі Фонтанка неподалік Одеси та складські приміщення в Одесі. Одна людина загинула і п'ять поранені.
12 травня 2022 обстріляно місто Кременчук, ракети поцілили по об'єктах критичної інфраструктури, у тому числі декілька ракет влучило у Кременчуцький нафтопереробний завод. За даними видання Defense Express, усього того дня росіяни випустили 12 ракет. Відомо, що чотири з них, які поцілили в нафтопереробний завод — типу Х-22, були випущені з бомбардувальників Ту-22М3 у небі над Курською областю РФ, тобто — на максимальну дальністю пуску в 600 км. Точний тип інших восьми КР, які того дня були випущені по Кременчуку, лишається невідомим.
20 травня 2022 року російська крилата ракета Х-22 влучила у Міський палац культури в Лозовій, Харківська область. Під час удару в будівлі перебувало 5 осіб. Люди дивом залишилися живі, майже у всіх легкі поранення. Всього постраждало 7 осіб, наймолодшому — 11 років. Ракета могла поцілити в будинок Палацу культури, оскільки він найбільш радіоконтрастний з усіх будівель навколо, бо стоїть окремо від інших та біля великого парку.
27 травня 2022 року начебто здійснено два пуски ракет Х-22 по об'єктах у Донецькій та Луганській областях.
30 травня 2022 року з'явилося повідомлення про знищення ракети Х-22 над Одеською областю, проте в січні 2023 року речник Повітряних сил Юрій Ігнат заявив, що всі попередні повідомлення про збиття ракет Х-22 були хибними.
3 червня 2022 року російські військові з літаків Ту-22М3 здійснили пуск не менше 10 ракет типу Х-22 по території України.
12 червня 2022 року російські військові завдали два удари ракетами типу Х-22 по селу Миколаївка (Покровського району). У результаті пошкоджено 31 житловий будинок, адмінбудівля Вуглегірської ТЕС, залізничне полотно, автомобіль «швидкої допомоги», лінії електропередач. Без світла залишилися Бахмут і Красногорівка.
14 червня 2022 року російські військові завдали удару ракетою Х-22 по населеному пункту Добропілля. У результаті обстрілу загинула одна людина. Повністю знищено 3 житлових будинки у приватному секторі. У декількох десятків будинків вилетіли вікна, двері та зруйновані дахи.
25 червня 2022 року, за даними командування ПС ЗС України, ракети Х-22 були застосовані проти цілей на півночі України, включно з Києвом (разом із наземними ракетами «Іскандер» і «Точка-У»). 26 червня відбулися повторні атаки.
Рано вранці 27 червня 2022 року (вночі) російські військові завдали ракетного удару по житловому кварталу в прикордонному селі Маяки Одеської області. Внаслідок атаки близько 65 приватних будинків отримали пошкодження, чотири з них повністю згоріли. В Офісі Генпрокурора України мають попередні дані про вісім мирних жителів, які отримали множинні поранення. Серед них двоє трирічних близнюків.

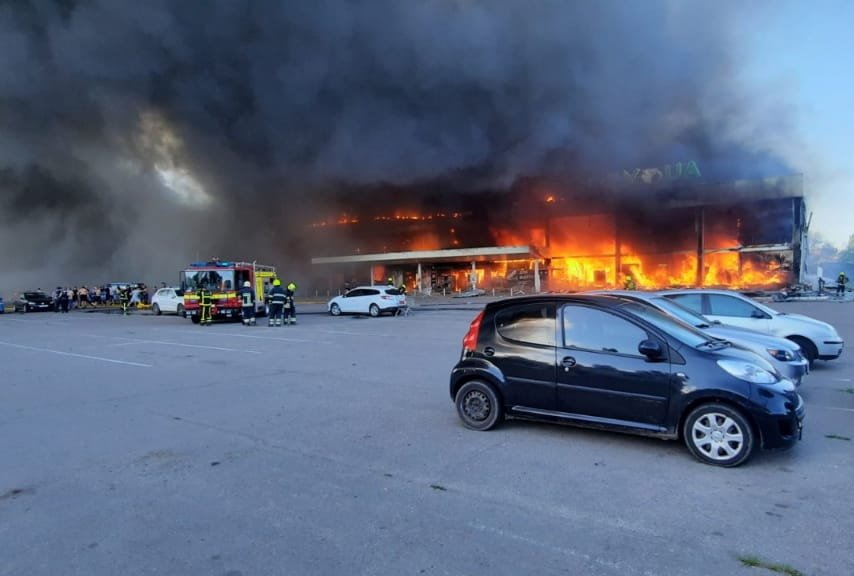
Торговельний центр «Амстор» після російського ракетного удару, 27 червня 2022 року

Уже вдень 27 червня 2022 року, російські війська завдали удару ракетами X-22 по ТЦ «Амстор» у місті Кременчук (Полтавська область). На момент атаки в торговому центрі перебувало до 1000 людей. Внаслідок удару та пожежі торговельний центр повністю зруйнований. За даними Командування Повітряних Сил ЗСУ літаки росіян злетіли з аеродрому Шайківка, а пуски здійснювали з Курської області. Друга ракета майже поцілила у завод «Кредмаш»: вона впала на північно-східний край підприємства, зруйнувала один цех та теплиці, що також розташовувалися на його території. Двоє працівників отримали травми — їх посікло склом. Відстань між двома ударами становить майже кілометр. Попри твердження російської пропаганди про наявність третьої ракети, яка начебто мусила уразити залізничне депо поблизу з заводом та торговельним центром, жодних доказів її існування або удару по залізниці не помічено. І хоча російська пропаганда стверджує, що ракетний удар мав поцілити в «склади західних боєприпасів» на території заводу, імовірна справжня ціль ракетного удару — Крюківський міст через Дніпро, який розташований на кілька кілометрів південніше. Через цей міст проходить одна з ключових і небагатьох магістралей між двома берегами великої ріки (і залізнична, і автомобільна). До цього росіяни вже били по мостах у Запоріжжі та Дніпрі, а якраз напередодні — по Черкаській дамбі в Черкасах.

Крилата ракета Х-22 знята камерою спостереження за мить до потрапляння в промзону заводу «Кредмаш»

29 червня 2022 року російський Ту-22М3 випустив ракету Х-22 з неба над Чорним морем, однак українським військовим вдалось її збити над Одеською областю, уламки впали в поля, минулось без постраждалих.

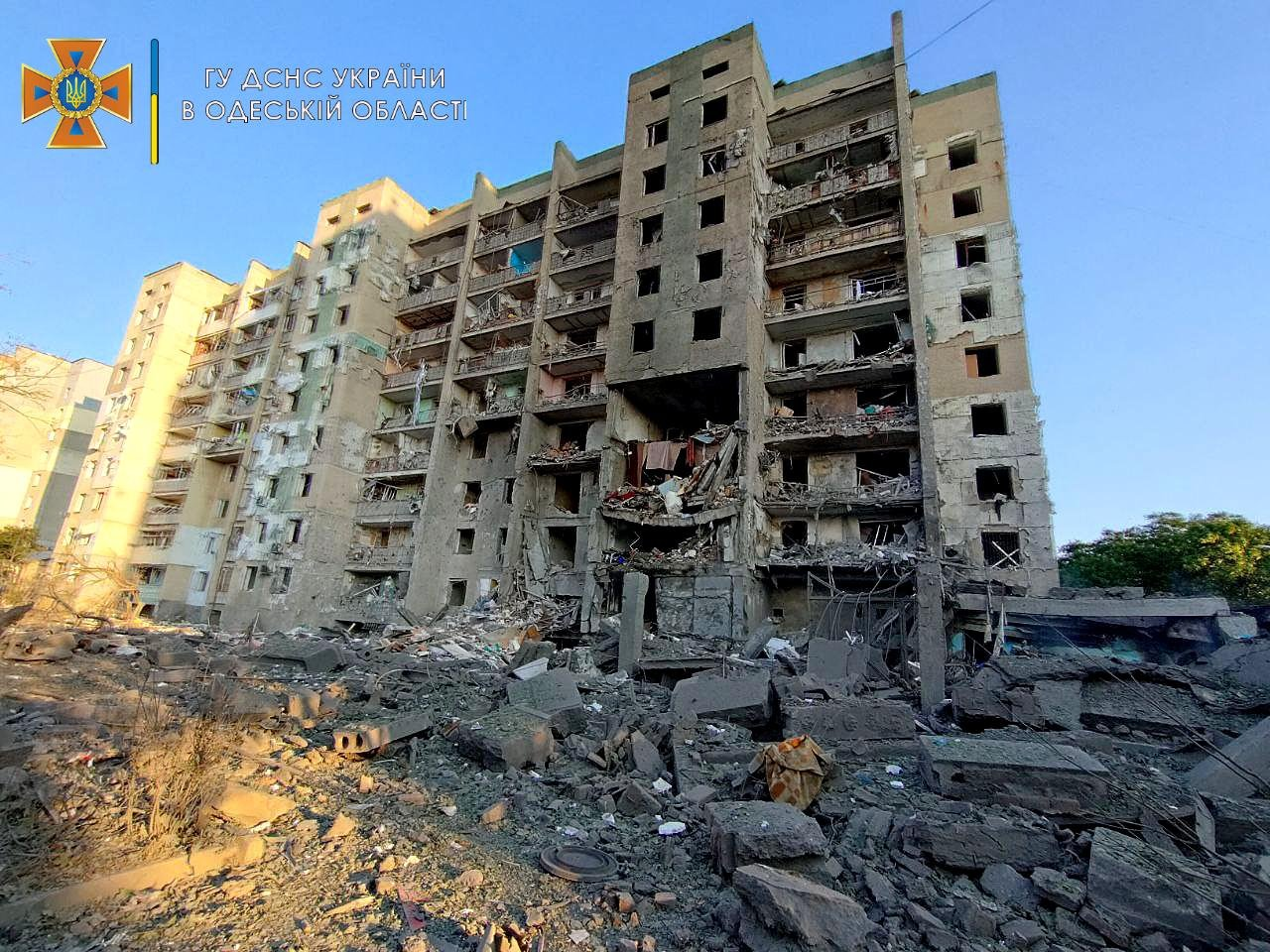
Наслідки ракетного удару по житловому будинку в смт Сергіївка, липень 2022

Але випущені вночі 1 липня 2022 року російські війська обстріляли смт. Сергіївка Білгород-Дністровського району Одеської області ракетами авіаційного базування Х-22, які запустили надзвукові бомбардувальники Ту-22М3. 3 ракетами Х-22 вражено багатоквартирний будинок та дві бази відпочинку. Станом на 8:30 ранку у результаті нічних ракетних ударів по Одещині щонайменше 18 людей загинуло, серед них 2 дитини, ще понад 30 осіб отримали поранення.
На початку липня 2022 року 101 ОБрО ГШ поширила фото збитої крилатої ракети. Військові стверджували, що розрахунок з ПЗРК «Ігла» зміг збити російську ракету Х-22, що летіла на Київ.
Вранці 23 липня 2022 року росіяни вдарили по Кіровоградській області 13 ракетами (8 ракет «Калібр» морського базування та 5 ракет Х-22/Х-32 з літака ТУ-22М3). Поцілено в інфраструктурні об'єкти за межами обласного центру. Зокрема, у військовий аеродром «Канатове» та в один з об'єктів «Укрзалізниці». За попередніми даними, загинули військовослужбовець і два працівники відомчої охорони трансформаторної підстанції, ще дев'ятнадцать військових поранені.
24 серпня 2022 року ракетами була обстріляна 831 БТА у місті Миргород. Одна ракета попала в польову дорогу за 2 кілометри від аеродрому в м. Миргород, на повороті на с. Широка Долина, що цілком допустимо для протикорабельних ракет[джерело?].

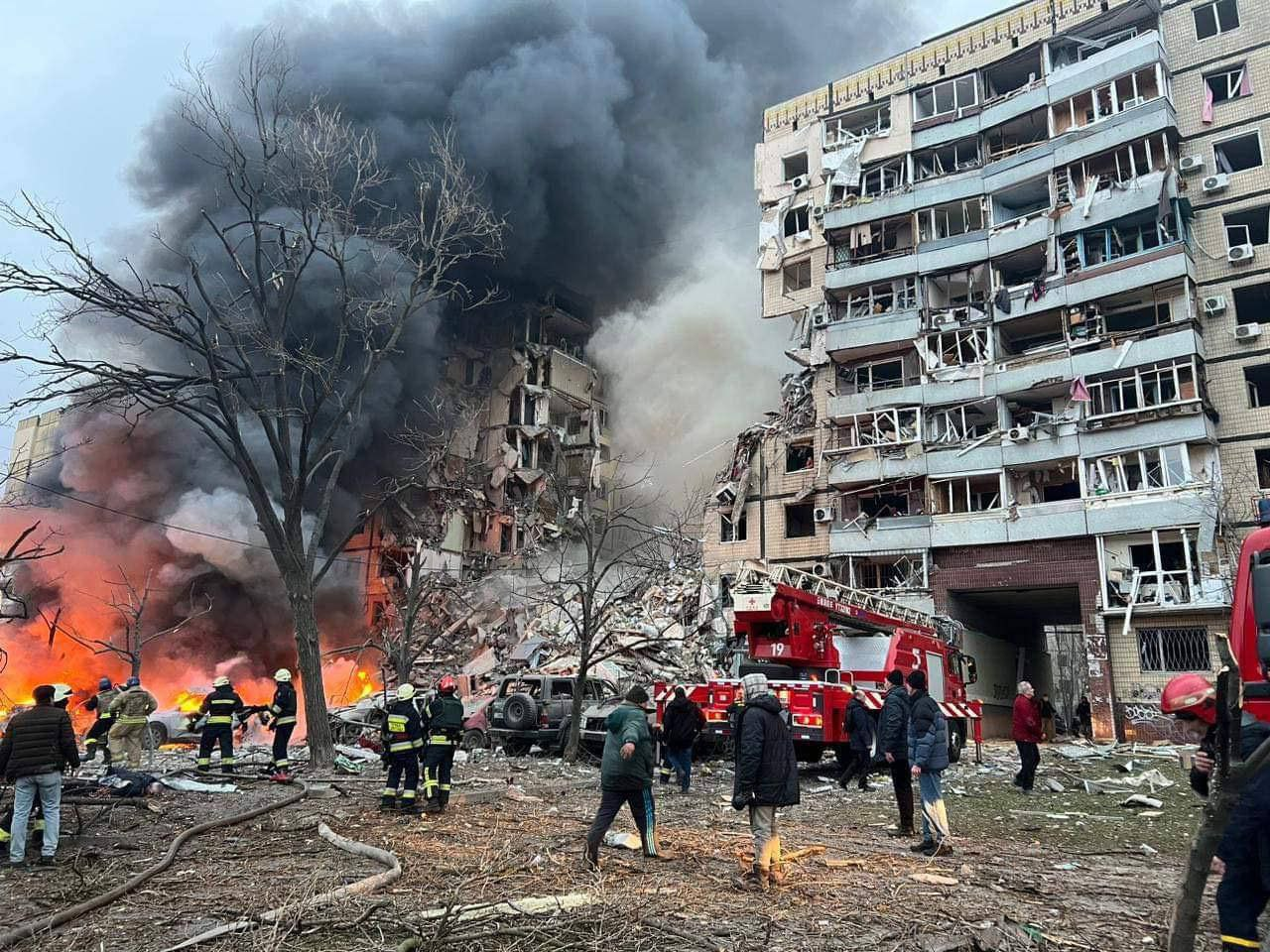
Наслідки влучення російської крилатої ракети Х-22 по житловому будинку в Дніпрі

14 січня 2023 року з п'яти дальніх бомбардувальників Ту-22М3 ВКС РФ по території України випущено п'ять крилатих ракет Х-22. Пуски здійснювали з Курської області та з акваторії Азовського моря. Одна з ракет Х-22, запущена з району Курської області близько 15 год. 30 хв., влучила в багатоповерхівку у м. Дніпро Під завалами зруйнованої багатоповерхівки загинуло 46 людей, зокрема шестеро дітей.
23 січня 2024 року по Харкову завдано удар ракетами Х-22, випущеної з бомбардувальника Ту-22М3. Загинуло 3 мирних мешканців міста
https://24tv.ua/tu-22m3-kilkist-raket-harakteristiki-tsina-bombarduvalnika-rosiyi_n2306554%5B%5D.
7 лютого 2024 року росіяни запустили 4 ракети Х-22 з окупованого Севастополя та Курської області. Ймовірно, ці ракети атакували Миколаїв та Харків під час масованої атаки. 22 березня 2024 року, під час масованого обстрілу України, з бомбардувальників Ту-22М3 росіяни запустили ще 5 ракет типів Х-22/Х-32.
За даними командування Повітряних сил Збройних Сил України, за період з 24 лютого 2022 року по 15 січня 2023 року, росіяни відстріляли понад 210 ракет цього типу, однак засобами протиповітряної оборони не вдалось збити жодну. Для ефективної протидії цим ракетам потрібні комплекси Patriot PAC-3 чи SAMP-T.
19 квітня 2024 року було вперше збито ракети цього типу. За заявою Повітряних сил Збройних Сил України, було збито 2 з 6 запущених по півдню України ракет, а також їх літак-носій Ту-22М3.
11 вересня 2024 року, приблизно об 23:05 випущена з Ту-22М3 з району окупованого Криму ракета Х-22 влучила у балкер MV Aya, що перебував за 75 км на південь від острова Зміїний та на відстані близько 50 км від узбережжя Румунії в румунській виключній економічній зоні. Балкер з власником у Белізі та під прапором Сент-Кіттс і Невіс йшов з порту Чорноморськ навантажений 26 550 тонами пшениці для Єгипту. Після влучення ракети корабель різко змінив курс та своїм ходом рушив до порту Констанца в Румунії. Ніхто з 23 членів екіпажу не постраждав. Міністерство оборони Великої Британії із посиланням на дані розвідки висловило припущення, що балкер був атакований помилково, через поспіх та малу точність наведення ракети на ціль.

## Тактико-технічні характеристики
|                         | Х-22          | Х-22МА (Х-22М)    | Х-22Н                       | Х-22НА                                           |
| ----------------------- | ------------- | ----------------- | --------------------------- | ------------------------------------------------ |
| Стартова маса, кг       | 5 635         | 5900 (5780)       | 5900                        | 5900 – 6000                                      |
| Швидкість               | 3,5 М (махів) | 4265 км/год       | 4000 км/год (4 – 6М)        | 4М                                               |
| Дальність стрільби, км  | 140 – 300     | до 400 (350)      | 300 – 400                   | 140 – 300 (460 – 600)                            |
| Висота польоту, км      | 11,5 – 12,5   | 12 або 22,5       | 22,5 – 25                   | 22,5 – 25                                        |
| Висота застосування, км | 10            | 1 – 13            | 11 – 12                     | 1 – 13                                           |
| Система наведення       | АРЛГСН        | ІСУ (ІСУ і АРГСН) | Інерціальна + АРЛГСН        | інерціальна з корегуванням по рельєфу місцевості |
| Літак-носій             | Ту-22К        | Ту-22М; Ту-22М2   | Ту-22М2, Ту-22М3, Ту-95К-22 | Ту-22М2, Ту-22М3, Ту-95К-22                      |

## Оператори
- Росія
  - 52 ВБАП[54]

### Радянський Союз
Виробництво ракет Х-22М/Н було налагоджено на декількох заводах, вони постачались до 15 стройових і двох навчальних полків Дальньої Авіації СРСР а також в 10 стройових та один навчальний морський ракетоносний авіаполк.
Видання Navy Recognition з посиланням на російське пропагандистське видання «Известия» припускає, що всього виготовили близько 3000 ракет сімейства Х-22 різних модифікацій. Натомість, речник Одеської ОВА Сергій Братчук припускає, що кількість наявних ракет станом на 2022 рік становила понад 10 тисяч одиниць.
У Радянському Союзі комплекси К-22/К-22М перебували на озброєнні:
Авіація військово-морського флоту СРСР
- Північний Флот
  - 574 МРАП ( Лахта)
  - 924 МРАП ( Оленья)
- Балтійський флот
  - 170 гв. МРАП ( Бихов)
  - 240 гв. МРАП ( Бихов)
- Тихоокеанський флот
  - 568 МРАП ( Монгохто)
  - 183 МРАП ( Кневичі
  - 141 МРАП ( Хороль)
  - 570 МРАП ( Монгохто)

Частини дальньої авіації СРСР
- 2 ОВБАК ДА (24 ПА ВГК)
  - 341 ВБАП ( Озерне)
- 6 ОВБАК ДА (46 ПА ВГК)
  - 121 гв. ВБАП ( Мачулищі)
  - 203 гв. ВБАП ( Барановичі)
  - 840 ВБАП ( Сольці)
  - 184 гв. ВБАП ( Прилуки)
  - 185 ВБАП ( Полтава)
  - 52 гв. ВБАП ( Шайківка)
  - 200 гв. ВБАП ( Бобруйськ)
  - 402 ВБАП ( Орша)
  - 840 ВБАП ( Сольці)
  - 260 ВБАП ( Стрий)
- 30 ПА ВГК
  - 1225 ВБАП ( Біла)
  - 1229 ВБАП ( Біла)
  - 444 ВБАП ( Воздвиженка)
  - 132 ВБАП (Тарту)
- 37 ПА ВГК (СП)
  - 1006 ВБАП ( Узин)
  - 1226 ВБАП ( Семипалатинськ)
  - 182 гв. ВБАП ( Моздок)
  - 40 ВБАП ( Українка)
  - 79 ВБАП ( Українка)

### Росія
Росія — основний оператор крилатих ракет даного типу.
24 квітня 2002 року під час навчань в Казахстані чотири російських Ту-22М3 виконували практичні пуски ракет Х-22. Перші три ракети здійснили політ та ураження цілі за планом, а четверта через дві хвилини польоту почала відхилятись від заданого маршруту, їй подавали тричі команду на самоліквідацію й ракета вибухнула в повітрі, однак через значну швидкість й розмір уламки впали за 12—13 км від заданої траси.
Наприкінці 2016 року на озброєння прийнято ракету Х-32 — глибоку модернізацію Х-22 з новим двигуном та новою електронікою, зменшеною бойовою частиною та збільшеною дальністю ураження.
На початку 2000-х ракети типу Х-22 були зняті з озброєння, але в травні 2018 року міністерство оборони росії повідомило про рішення повернути їх на озброєння з глибокою модернізацією до рівня Х-32. Так, протягом наступних трьох років мали бути модернізовані 32 ракети Х-22 за близько 300 млн карбованців.
На думку Британського міністерства оборони росія була вимушена звернутись до масового застосування мало пристосованих для того ракет Х-22 та Х-32 для ударів по наземних цілях під час російської війни проти України через брак високоточних крилатих ракет призначених для виконання цих завдань. Низька точність роботи ракет Х-22 та Х-32 по наземним цілям й призвела до численних жертв серед цивільного населення.
За даними офіса Генерального прокурора України єдиний підрозділ, здатний застосовувати ракети Х-22 — 52-й важкий бомбардувальний авіаційний полк (Калузька область, селище Шайківка, аеродром Шайківка).

### Україна

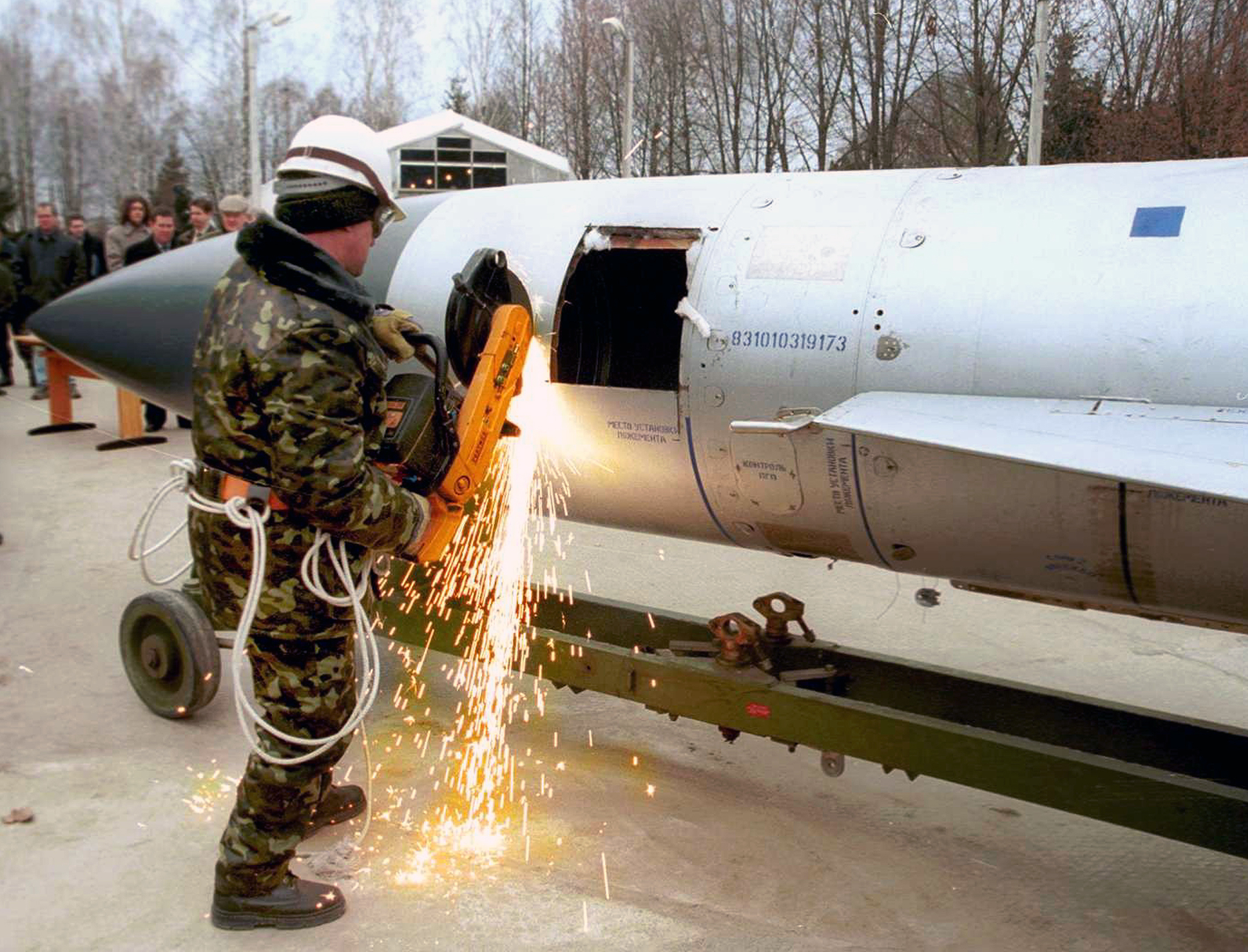
Утілізація крилатої ракети типу Х-22 на авіабазі Озерне (Житомирська область), жовтень 2004 року

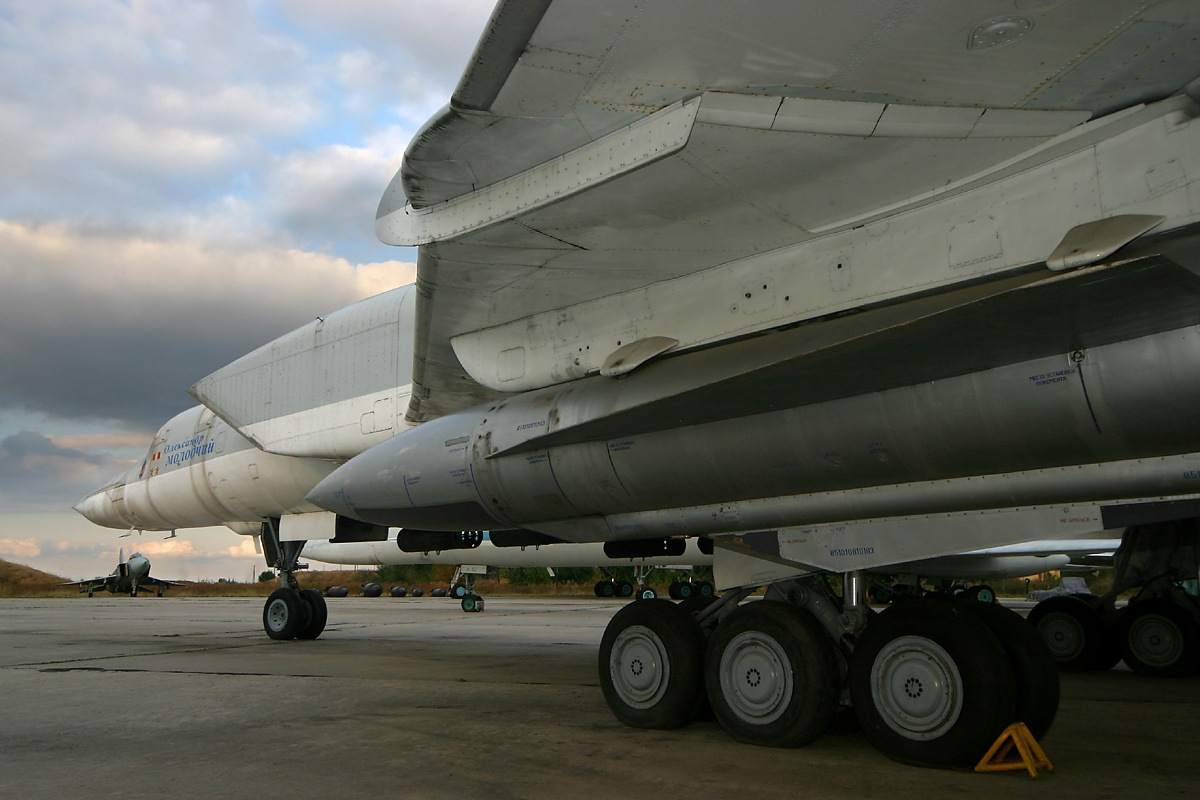
Ту-22М3 з підвішеною Х-22, Музей важкої бомбардувальної авіації, Полтава

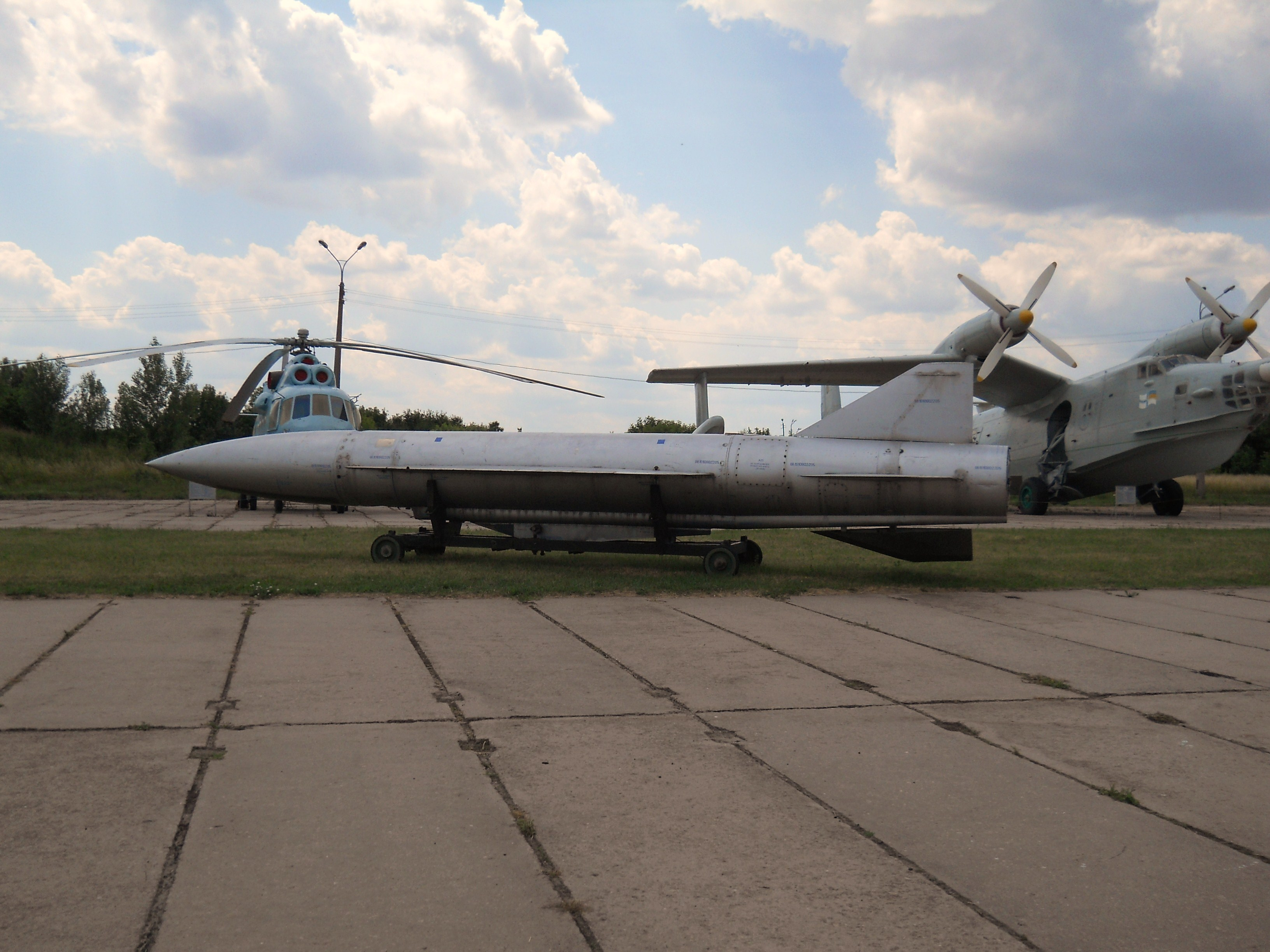
Макет Х-22, Державний музей авіації України, «Жуляни», Київ

Після розвалу Радянського Союзу в Україні опинилась значна кількість ядерної зброї: балістичних та крилатих ракет, їхніх носіїв тощо. Однак в перші роки після відновлення незалежності країна відмовилась від ядерного статусу, а згодом і від стратегічної авіації.
Крилаті ракети Х-22 та ракетоносії перебували на озброєнні Військово-повітряних сил України у складі авіаційної групи дальньої авіації Збройних Сил України.
У 2000 році Україна віддала Росії 386 ракет типу Х-22 як оплату за борги.
У серпні 2000 року відбулись спільні російсько-українські навчання, під час яких 2 Ту-22М3 з 185-го вбап (зі складу 35-ї авіаційної групи виконали переліт на Північ Росії і разом з російськими літаками атакували і уразили мішені-баржі на полігоні у Новій Землі. Також екіпаж українського Ту-22М3, під час російсько-українських навчань на полігоні Архалик, після дальнього перельоту зробив пуск ракети-мішені Х-22, яка була успішно знищена російськими винищувачами Су-27.
У 2001 році Україна почала ліквідацію 60 важких бомбардувальників типу Ту-22 (17 одиниць Ту-22М2 та 43 одиниць Ту-22М3) та 423 авіаційних крилатих ракет типу Х-22.
Ліквідація Ту-22 та авіаційних крилатих ракет Х-22 здійснювалась відповідно до Угоди між Україною та США про надання допомоги Україні в ліквідації стратегічної ядерної зброї, а також запобігання розповсюдженню зброї масового знищення (документ підписано 25 жовтня 1993 року), а також Угоди між Міністерствами оборони України та США щодо забезпечення України матеріально-технічними засобами, послугами та здійснення відповідної підготовки персоналу у зв'язку з ліквідацією стратегічної ядерної зброї, від 5 грудня 1993 року.
У період з 2002 по 2006 роки на аеродромах Повітряних Сил ЗС України у Миколаєві, Полтаві, Прилуках та Білій Церкві ліквідовано 60 літаків типу Ту-22 (17 одиниць Ту-22М2 та 43 одиниці Ту-22М3), а на аеродромі Озерне (Житомирська область) ліквідовано 401 одиницю авіаційних крилатих ракет типу Х-22. Ліквідацію решти авіаційних крилатих ракет типу Х-22 завершили в березні 2006 року.
Як музейні експонати в Україні залишились три важких бомбардувальники типу Ту-22 та сім макетів авіаційних крилатих ракет Х-22 (без внутрішньої начинки).